# Themisto gaudichaudii
Themisto gaudichaudii är en kräftdjursart som beskrevs av Félix Édouard Guérin-Méneville 1825. Themisto gaudichaudii ingår i släktet Themisto och familjen Hyperiidae. Inga underarter finns listade i Catalogue of Life.